# Mechelle Lewis
Mechelle Chanai Lewis (Fort Washington, 20 settembre 1980) è una velocista statunitense, campionessa mondiale della staffetta 4×100 metri a Osaka 2007.

## Palmarès
| Anno | Manifestazione      | Sede           | Evento      | Risultato  | Prestazione | Note  |
| ---- | ------------------- | -------------- | ----------- | ---------- | ----------- | ----- |
| 2007 | Campionati NACAC    | San Salvador   | 100 m piani | Oro        | 11"37       |       |
| 2007 | Campionati NACAC    | San Salvador   | 4×100 m     | Argento    | 43"91       |       |
| 2007 | Giochi panamericani | Rio de Janeiro | 100 m piani | Argento    | 11"24       |       |
| 2007 | Giochi panamericani | Rio de Janeiro | 4×100 m     | Argento    | 43"62       |       |
| 2007 | Mondiali            | Osaka          | 100 m piani | Semifinale | 11"16       |       |
| 2007 | Mondiali            | Osaka          | 4×100 m     | Oro        | 41"98       | [ 1 ] |
| 2008 | Giochi olimpici     | Pechino        | 4×100 m     | Batteria   | dq          |       |